# Trofeo Ciudad de Salamanca
El Trofeo Ciudad de Salamanca fue un torneo futbolístico organizado por la Unión Deportiva Salamanca que se disputaba en el Estadio Helmántico en la ciudad de Salamanca (España). En el torneo participaban, el equipo local junto a importantes clubes españoles e internacionales.

## Campeones
| Tipo de torneo | Año  | Campeón             | Resultado  | Subcampeón                   | Tercero                  | Cuarto          |
| -------------- | ---- | ------------------- | ---------- | ---------------------------- | ------------------------ | --------------- |
| Cuadrangular   | 1992 | Real Madrid C. F.   | 2-2 (pen)  | Real Sociedad                | F. C. Porto              | U. D. Salamanca |
| Triangular     | 1994 | F. C. Barcelona     | triangular | U. D. Salamanca              | Atlético de Madrid       |                 |
| Partido único  | 1995 | Atlético de Madrid  | 2-1        | U. D. Salamanca              | -                        | -               |
| Triangular     | 1996 | U. D. Salamanca     | triangular | Real Zaragoza                | C. F. Estrela da Amadora | -               |
| Triangular     | 1997 | PSV Eindhoven       | triangular | U. D. Salamanca              | C. D. Tenerife           | -               |
| Triangular     | 1998 | U. D. Salamanca     | triangular | R. C. Deportivo de La Coruña | Boavista F. C.           | -               |
| Partido único  | 1999 | U. D. Salamanca     | 1-0        | Real Valladolid C. F.        | -                        | -               |
| Partido único  | 2000 | U. D. Salamanca     | 2-1        | Athletic Club                | -                        | -               |
| Partido único  | 2001 | Atlético de Madrid  | 1-0        | U. D. Salamanca              | -                        | -               |
| Partido único  | 2002 | C. F. Os Belenenses | 2-0        | U. D. Salamanca              | -                        | -               |

## Títulos por equipo
| Equipo              | Títulos | Años Campeón           |
| ------------------- | ------- | ---------------------- |
| U. D. Salamanca     | 4       | 1996, 1998, 1999, 2000 |
| Atlético de Madrid  | 2       | 1995, 2001             |
| Real Madrid C. F.   | 1       | 1992                   |
| F. C. Barcelona     | 1       | 1994                   |
| PSV Eindhoven       | 1       | 1997                   |
| C. F. Os Belenenses | 1       | 2002                   |